# José Mouriz Riesgo
José Mouriz Riesgo (Madrid, 25 de noviembre de 1884-Madrid, 3 de abril de 1934) fue un médico, farmacéutico, químico, biólogo y político español. Publicó numerosos libros y artículos científicos centrados en la farmacología clínica, obteniendo con ellos gran notoriedad científica nacional e internacional. Fue académico de número de la Real Academia Nacional de Medicina, concejal del Ayuntamiento de Madrid en las elecciones municipales de 1931 y diputado por Oviedo en las elecciones a Cortes Constituyentes de 28 de junio de 1931. 

## Biografía
La familia de Mouriz Riesgo era de origen asturiano y gallego; sus padres eran propietarios de una taberna de vinos y aguardientes en el número 7 de la calle del Olivar, en el distrito centro de Madrid. Sus escasos recursos y su delicado estado de salud —padeció una tuberculosis osteoarticular que limitaba su movilidad desde la infancia y que le llevó a la amputación voluntaria de una extremidad a la edad de 16 años— no impidieron que iniciara sus estudios en la escuela pública; posteriormente estudió el bachillerato en el Instituto de San Isidro y, finalmente, con al apoyo económico de su tío Honorio Riesgo García, en la Universidad Central, donde obtuvo la licenciatura de Farmacia en 1907 y la de Medicina y Cirugía en 1912. En 1914 presentó su tesis doctoral en Farmacia titulada Estudio Serológico de la Neurosífilis, donde obtuvo la máxima calificación y un premio extraordinario de 1 500 pesetas.
En 1909 ingresó en el Instituto de Sueroterapia, Vacunación y Bacteriología de Alfonso XIII (conocido como Instituto Alfonso XIII) como meritorio. En 1908 fue becado para seguir su formación en el Instituto de Terapéutica Experimental de Frankfurt al lado de Paul Ehrlich, eminente médico y bacteriólogo alemán, ganador del Premio Nobel de Medicina, y después, con Emil Abderhalden, fisiólogo y bioquímico suizo.
A su regreso de Alemania, ocupó una plaza de químico en el Laboratorio del Material de Ingenieros Militares de Madrid (actualmente Laboratorio de Ingenieros del Ejército) y también como ayudante del Hospital General y de la Pasión. El Dr. Mouriz desarrolló también su labor en el Instituto de Biología y Sueroterapia (IBYS) y fue fundador y director del Laboratorio del Hospital Provincial de Madrid.
Contrajo matrimonio con Amalia García López en 1914, con quien tuvo nueve hijos.
En 1915 fue enviado a Barcelona, junto con el doctor Tello, para investigar el origen de la epidemia de fiebre tifoidea que padecía la ciudad. El suceso produjo cierta agitación en los medios de comunicación del momento, ya que se pensaba que el laboratorio municipal ocultaba la realidad de la contaminación de las aguas potables con la bacteria Salmonella Typhi (bacilo de Eberth) y el de la enterobacteria E. coli.
Recibió una beca de la JAE por seis meses en 1920.
Fundó su propio laboratorio de análisis. Organizó cursos e impartió conferencias que llegaron a ser muy reconocidas entre analistas y farmacéuticos de la época. Abrió después una oficina de farmacia en el número 12 de la madrileña calle de Carretas, donde trasladó su laboratorio de análisis. En 1925 formó parte de la Comisión Organizativa del «Instituto Técnico de Comprobación», precursor del posterior «Centro Técnico de Farmacobiología», cuyo objetivo fue el sistema de comprobación de los sueros medicinales en España.
Mouriz desarrolló una reconocida labor filantrópica; fue médico director de la Casa de Nazaret, donde asistió a multitud de enfermos con escasos recursos económicos. En 1928 formó parte de la junta del patronato del «Instituto para alumnos superdotados de extracción humilde» que, en 1931 pasó a denominarse «Instituto de Selección Escolar Obrera» (ISEO). Ya en 1925 formaba parte del Real Patronato de Lucha Antituberculosa. También desempeñó el cargo de presidente de la casa de socorro del distrito madrileño de Palacio.
Tomó posesión de su sillón de académico numerario (sillón número 46) en la Real Academia Nacional de Medicina en la sesión de 2 de junio de 1929. Reemplazó al que fuera uno de sus maestros, el Dr. José Rodríguez Carracido. Su discurso en dicho acto versó sobre «Unificación en la determinación de la actividad terapéutica de los medicamentos», al que contestó Gregorio Marañón y Posadillo. El Dr. Mouriz participó en la sección de Terapéutica y Farmacología de la academia.
El 10 de diciembre de 1932 sufrió un atentado a la salida del Jurado Mixto de Farmacia. Félix Moreno del Molino, uno de sus empleados, le disparó en siete ocasiones. Moreno del Molino fue desarmado y entregado a los guardias, quienes le condujeron a la comisaría del distrito. Este hecho produjo controversias en la prensa del momento. Mouriz solo tuvo una rozadura muy leve en un hombro.
En 1934 contrajo una bronconeumonía al regresar de atender a enfermos en la Casa de Nazaret y, finalmente, el 3 de abril de 1934, falleció en su domicilio de Madrid. El 4 de abril de 1948, el Laboratorio del Hospital Provincial de Madrid instaló una lápida en su memoria.

## Trayectoria política
José Mouriz Riesgo tuvo una activa vida política como miembro del Partido Socialista y del Republicano. Ingresó en la Agrupación Socialista de Madrid el 1 de febrero de 1924, y como tal fue concejal del Ayuntamiento de Madrid, electo por el distrito Centro en las elecciones municipales del 12 de abril de 1931. Posteriormente fue elegido como diputado por Oviedo en las elecciones a Cortes Constituyentes de 28 de junio de 1931 y formó parte de la Comisión de Hacienda desde el 31 de julio de 1931 al 8 de junio de 1932.
La actitud favorable de su grupo parlamentario hacia el Estatuto de Cataluña, que definió como una «catástrofe nacional», hizo que dimitiera de su cargo para no tener que votar en conciencia. Abandonó el Grupo Parlamentario Socialista en 1932 renunciando al acta de diputado el 29 de junio de 1932. Este hecho dio pie al llamado «caso Algora» (por el apellido del diputado socialista por Zaragoza) que abrió un debate sobre la obediencia a la disciplina de partido. Con este motivo, el diario Informaciones publicó el 30 de junio de 1932 estas palabras: 

Un año de actuación llevan las Cortes, y durante él, Mouriz ha sido un diputado asiduo y disciplinado, y no hay que decir que correcto. Pero su voz no se dejó oír en el salón de sesiones ni aun en una leve interrupción; cuando más, en los pasillos de la Cámara solía el ilustre hombre de ciencia exponer, tímida pero lealísimamente, sus juicios personales sobre temas interesantes debatidos en el salón de sesiones".

En 1933, incómodo por la que consideraba una política colaboracionista del PSOE con el gobierno de la República, Mouriz abandonó de forma firme y definitiva su militancia socialista.

## Obra Científica
- Estudio comparativo de varios sueros antineumocóccicos (1913)
- Sobre la reacción de Abderhalden (1914)
- Contribución al estudio de la reacción Abderhalden (1914)
- Fundamento y práctica de la reacción de Abderhalden para el diagnóstico precoz del embarazo (1914)
- Influencia de los arsenicales en la producción de anticuerpos (1915)
- Un nuevo método para preparar el oro coloidal de Lange (1923)
- Estudio Serológico de la Neurosífilis (1926)
- Datos atípicos del líquido cefalorraquídeo en meningitis tuberculosa (1928)
- Unificaciones en la determinación de la actividad terapéutica de los medicamentos (1929)
- Diagnóstico Serológico de la Tuberculosis (1929). Madrid: Morata
- El problema del diagnóstico bacteriológico de la tuberculosis en la clínica (1930)

## Otras lecturas recomendadas
- La Vanguardia. Barcelona. Edición del viernes 20 de marzo de 1931, pág. 20. Hemeroteca
- La Vanguardia. Barcelona. Edición del martes, 30 de mayo de 1933, pág. 25 y 26. Hemeroteca
- Luz. Diario de la República. Lunes 12 de diciembre de 1932. Pag. 7
- ABC (Madrid) - 13/12/1932, pág. 38 - ABC.es Hemeroteca Diario ABC
- ABC (Madrid) - 29/01/1933, pág. 51 - ABC.es Hemeroteca Diario ABC
- La Vanguardia. Barcelona. Edición del miércoles, 4 de abril de 1934, pág. 22. Hemeroteca
- ABC (Madrid) - 04/04/1934, pág. 49 - ABC.es Hemeroteca Diario ABC
- ABC (Madrid) - 02/04/1935, pág. 41 - ABC.es Hemeroteca Diario ABC
- La Nueva España. 13 de diciembre de 2010. Honorio Riesgo: un vaqueiro en la Presidencia de las Cortes Artículo de Honorio Feito, J. A. San Miguel.